# Tassilo I.
Tassilo I. († 610) war Herzog der Bajuwaren in Baiern. Er regierte in den Jahren von 591 bis 610 n. Chr.

## Leben
Herzog Tassilo I. stammte aus der Dynastie der Agilolfinger. Tassilo war der Sohn des ersten namentlich bekannten bairischen Herzogs Garibald I. und folgte diesem im Amt. Über seine Mutter Walderada, eine Tochter König Wachos, war er mit den Langobarden verwandt.
Im Jahr 591 wurde Tassilo I. vom Frankenkönig Childebert II. über Baiern als rex (König) eingesetzt. Tassilo erhielt somit eine vergleichsweise starke Stellung, gleichberechtigt zu den merowingischen Königen in Neustrien, Austrasien und Burgund.
Er führte kurz nach seiner Amtseinsetzung sowie Mitte der 590er Jahre Feldzüge gegen die Slawen, die in diesen Jahren aus ihrer östlichen Heimat westwärts gewandert und Nachbarn der Baiern geworden waren (Karantanen, Tschechen). Paulus Diaconus beschreibt den ersten Feldzug mit folgendem Satz: Er (Tassilo I.) zog alsbald mit Herresmacht ins Land der Slawen und kehrte siegreich und mit großer Beute wieder in sein eigenes Land zurück.
Nach seinem siegreichen Feldzug gegen die vordringenden Slawen im Alpenraum machte Tassilo I. um 595 erneut einen Einfall in das Land der Slawen. Dieser Feldzug endete mit einer Niederlage, da den Slawen die Awaren zu Hilfe kamen. Herzog Tassilo I. verlor bei diesem Feldzug etwa 2000 Krieger.
Tassilo I. konnte in rund 20 Jahren seine Herrschaft im Alpenvorland festigen.
Die Berichte über die Slawenkämpfe sind allerdings für längere Zeit die letzten schriftlichen Quellen, die über die Baiern und das bairische Herzogtum berichten.
Nachfolger Tassilos I. wurde nach seinem Tod im Jahr 610 sein Sohn Garibald II.